# Juliusz Strachota
Juliusz Strachota (ur. 22 kwietnia 1979 w Warszawie) – polski przedsiębiorca, pisarz i podcaster.

## Życiorys
Studiował kulturoznawstwo na Uniwersytecie Warszawskim oraz fotografię na Wyższej Szkole Filmowej w Łodzi. Jako prozaik debiutował na łamach „Czasu Kultury”. Swoje teksty publikował w czasopismach „Ha!art”, „Lampa”, „Polityka” czy „Gazeta Wyborcza”.
Swoją pierwszą książkę pt. Oprócz marzeń warto mieć papierosy wydał w 2006 roku. Do 2008 roku mieszkał w Warszawie, później przeprowadził się do krakowskiej Nowej Huty (Osiedle Słoneczne). Był pomysłodawcą bibliotecznego projektu Filia Nowa Huta.
W czerwcu 2014 roku na łamach „Dużego Formatu” przyznał się publicznie do uzależnienia od przeciwlękowego leku Xanax. Mechanizm uzależnienia jest głównym tematem powieści Relaks amerykański, wydanej w 2015.
W 2019 jego powieść Turysta polski w ZSRR została nominowana do Nagrody Literackiej „Nike” i Nagrody Literackiej Gdynia.
Razem z Jakubem Żulczykiem współtworzy podcast „co ćpać po odwyku” o wychodzeniu i radzeniu sobie z nałogami. W 2022 założyli firmę „Newhomers” zajmującą się tworzeniem podcastów.

## Twórczość
- Oprócz marzeń warto mieć papierosy, Świat Książki, 2006, ISBN 83-247-0281-4 (zbiór opowiadań)
- Cień pod blokiem Mirona Białoszewskiego, Korporacja Ha!art, 2009, ISBN 978-83-61407-69-0.
- Zakład nowego człowieka, Lampa i Iskra Boża, 2010, ISBN 978-83-89603-80-7.
- Relaks amerykański,  Korporacja Ha!art, 2015, ISBN 978-83-64057-65-6
- Turysta polski w ZSRR, Korporacja Ha!art, 2019, ISBN 978-83-65739-40-7
- Krótka wycieczka na tamten świat, WAB, 2020, ISBN 978-83-280-7542-9[11].
- Buddaland, Wydałem, 2022, ISBN 978-83-966733-0-5